# Carrousel
Carrousel es el nombre del cuarto álbum de estudio del grupo de rock argentino Enanitos Verdes que salió a la venta en el año 1988, bajo el sello de Sony Music. Con un nuevo sencillo sonando muy fuerte en "Guitarras blancas" y otras canciones que también tuvieron considerable repercusión, como: "Sos un perdedor" y "No me verás".

## Lista de canciones
| Carrousel | |                                              |          |  |
| N.º       | Título | Escritor(es)                                 | Duración |  |
| 1.        | «Sos un perdedor» (voces Rubén Rada)                                                                           | (Marciano Cantero/Tito Dávila/Felipe Staiti) |          |  |
| 2.        | «Guitarras blancas» (saxo: Pablito Rodríguez, coros adicionales: Ariel Rot, Congas, cencerro, pandereta: Rada) | (Cantero/Staiti)                             | 04:26    |  |
| 3.        | «No me verás»                                                                                                  | (Marciano Cantero)                           |          |  |
| 4.        | «Un día bien»                                                                                                  | (Marciano Cantero)                           |          |  |
| 5.        | «Vengo de última»                                                                                              | (Cantero/Staiti/Daniel Piccolo)              |          |  |
| 6.        | «Soy un espejo»                                                                                                | (Tito Dávila)                                |          |  |
| 7.        | «De hoy en más» (congos y cencerros: Rada, rap bailanta: Mario Breuer y Staiti)                                | (Dávila/Cantero/Andrés Calamaro)             |          |  |
| 8.        | «Qué hacer conmigo» (campanitas: Rada)                                                                         | (Marciano Cantero)                           |          |  |
| 9.        | «Alrededor de mí» (congas y ruidos selváticos: Rada)                                                           | (Marciano Cantero)                           |          |  |

Andrés Calamaro, productor del disco, participó haciendo coros y tocando instrumentos en todos los temas del álbum, excepto el 7.